# Copelatus parallelipipedus
Copelatus parallelipipedus är en skalbaggsart som beskrevs av Régimbart 1895. Copelatus parallelipipedus ingår i släktet Copelatus och familjen dykare. Inga underarter finns listade i Catalogue of Life.